# Elyes Ben Miled
Pour les articles homonymes, voir Miled.
Elyes Ben Miled (arabe : إلياس بن ميلاد), né en 1956 à Tunis, est un gynécologue tunisien.
Il est le pionnier de la fécondation in vitro en Tunisie, ayant abouti à la naissance du petit Elyes le 21 mars 1988, réalisant ainsi une première scientifique tunisienne, maghrébine et africaine, dix ans seulement après la première mondiale au Royaume-Uni.

## Biographie
Après être passé au lycée Carnot de Tunis, il poursuit ses études à la faculté de médecine de Tunis où il obtient le titre de médecin spécialiste en gynécologie-obstétrique. Titulaire d'un DEA en génétique humaine et des populations et diplômé en démographie et planification familiale et en biologie de la reproduction de la faculté de médecine de l'université Paris-Saclay au Kremlin-Bicêtre, il fait ses premières armes dans le domaine de la fécondation in vitro auprès du professeur Salat-Baroux à l'Hôpital Tenon de Paris.
Il est vice-président de la Société tunisienne de fertilité et stérilité et exerce actuellement dans le secteur privé.

## Publications
- Les aspects cliniques et biologiques de la fécondation in vitro en Tunisie paru en 1988 et proposé au Prix maghrébin des sciences médicales du président de la République